# Voltron – obrońca wszechświata
Voltron – obrońca wszechświata (ang. Voltron: Defender of the Universe, 1984–1985) – amerykańsko-japoński serial animowany wyprodukowany przez Toei Animation i World Events Productions.

## Fabuła
Akcja serialu rozgrywa się w przyszłości, gdzie planeta Arus zostaje zaatakowana przez armię złego króla Zarkona. Księżniczka Allura, aby ocalić królestwo, musi wskrzesić Voltrona. Na poszukiwanie pięciu lwów-robotów wyrusza pięciu śmiałków z Galaxy Alliance.

## Obsada (głosy)
- Peter Cullen –
  - Król Alfor,
  - Komandor Hawkins,
  - Coran
  - Narrator
- Neil Ross –
  - Keith,
  - Jeff,
  - Pidge,
  - Chip
- Tress MacNeille – Merla
- Jack Angel –
  - Zarkon,
  - Cossack
- Michael Bell –
  - Lance,
  - Sven
- Lennie Weinrib –
  - Hunk,
  - Lotor
- B.J. Ward –
  - Allura,
  - Nanny,
  - Haggar